# Castelul Zichy din Diosig
Castelul Zichy este un monument istoric aflat pe teritoriul satului Diosig; comuna Diosig.

## Localitatea
Diosig (în maghiară Bihardiószeg, Érdiószeg, Diószeg) este satul de reședință al comunei cu același nume din județul Bihor, Crișana, România. Menționat pentru prima oară în  1291, cu denumirea de Gyozeg.

## Castelul
Castelul a fost construit în anul 1701 de Grunsfeld Feanz Johan, iar în 1719 a fost renovat și extins, pentru ca în 1810 atât castelul, cât și podgoria, să fie cumpărate de un membru al familiei Zichy din Bratislava. Până în 1920, clădirea a fost castel nobiliar, iar apoi, până în 1965, a jucat rolul de școală de specialiști în viticultură, pentru ca ulterior în clădire să funcționeze Casa Agricolă Județeană.
Abandonată după 1989, clădirea a fost salvată prin programul de Cooperare Transfrontalieră Ungaria-România 2007-2013, fiind accesate fonduri europene în valoare de o jumătate de milion de euro. Aripa renovată a castelului a fost transformată într-un centru expozițional.

## Imagini din exterior

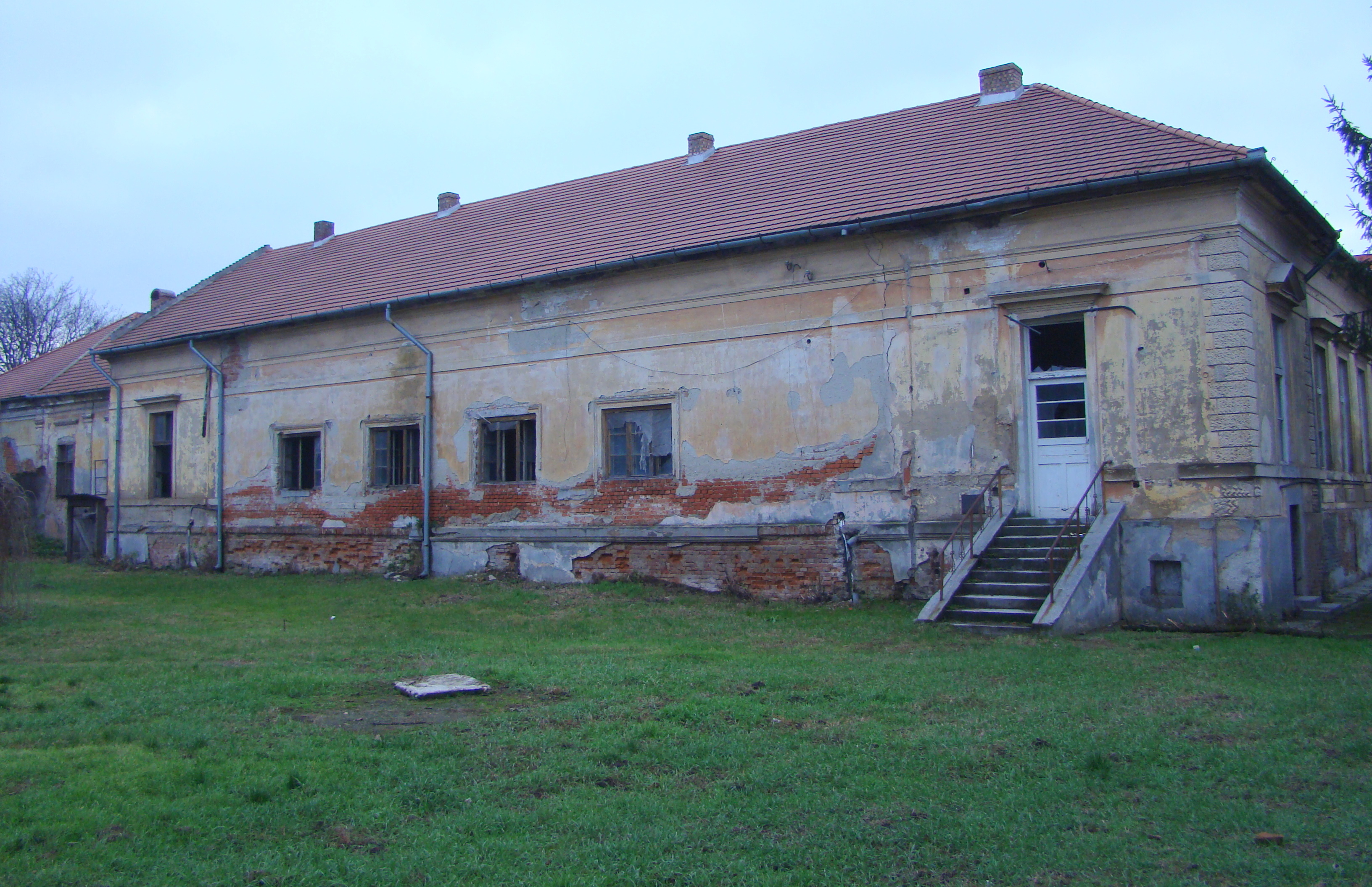
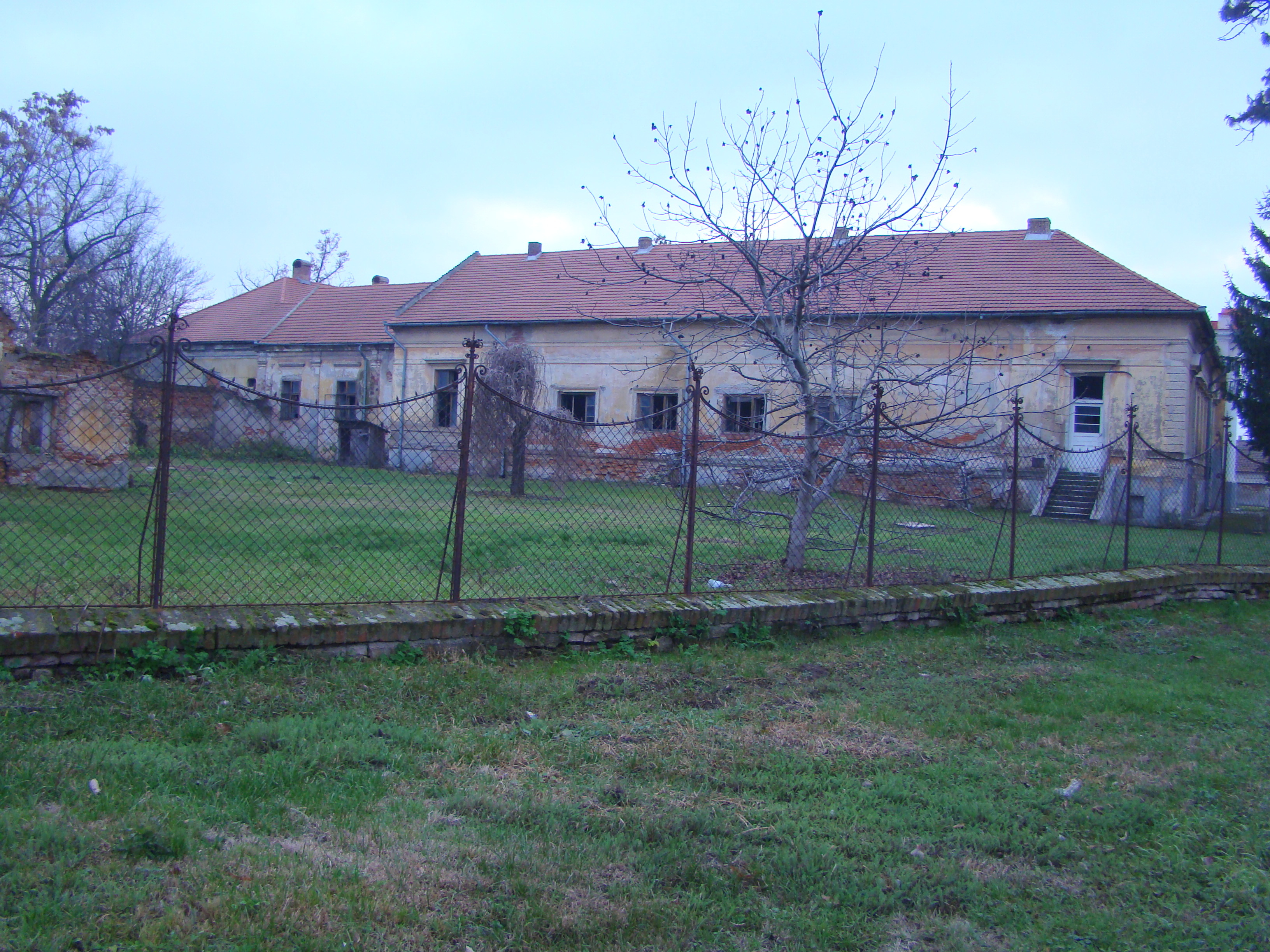
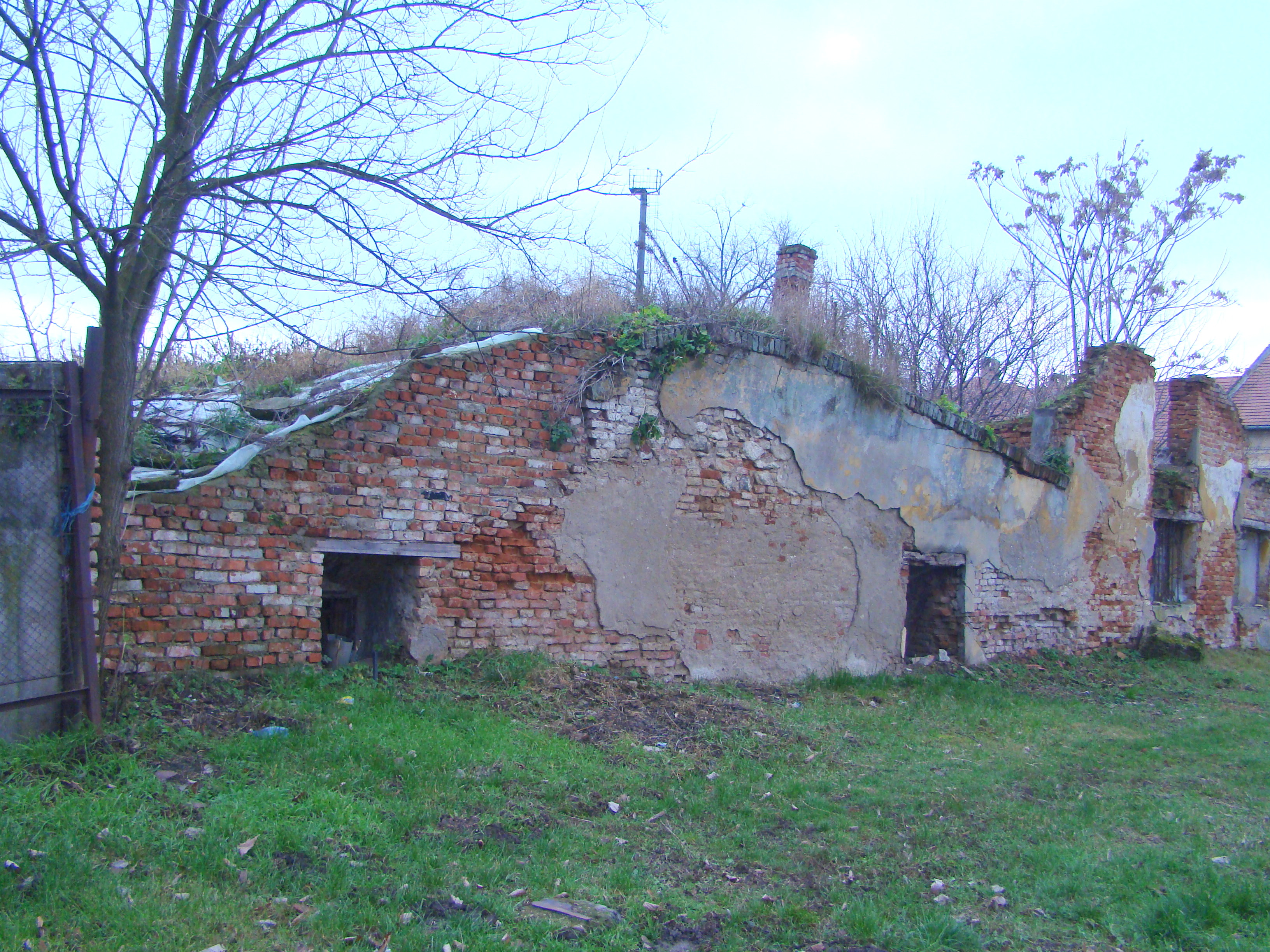
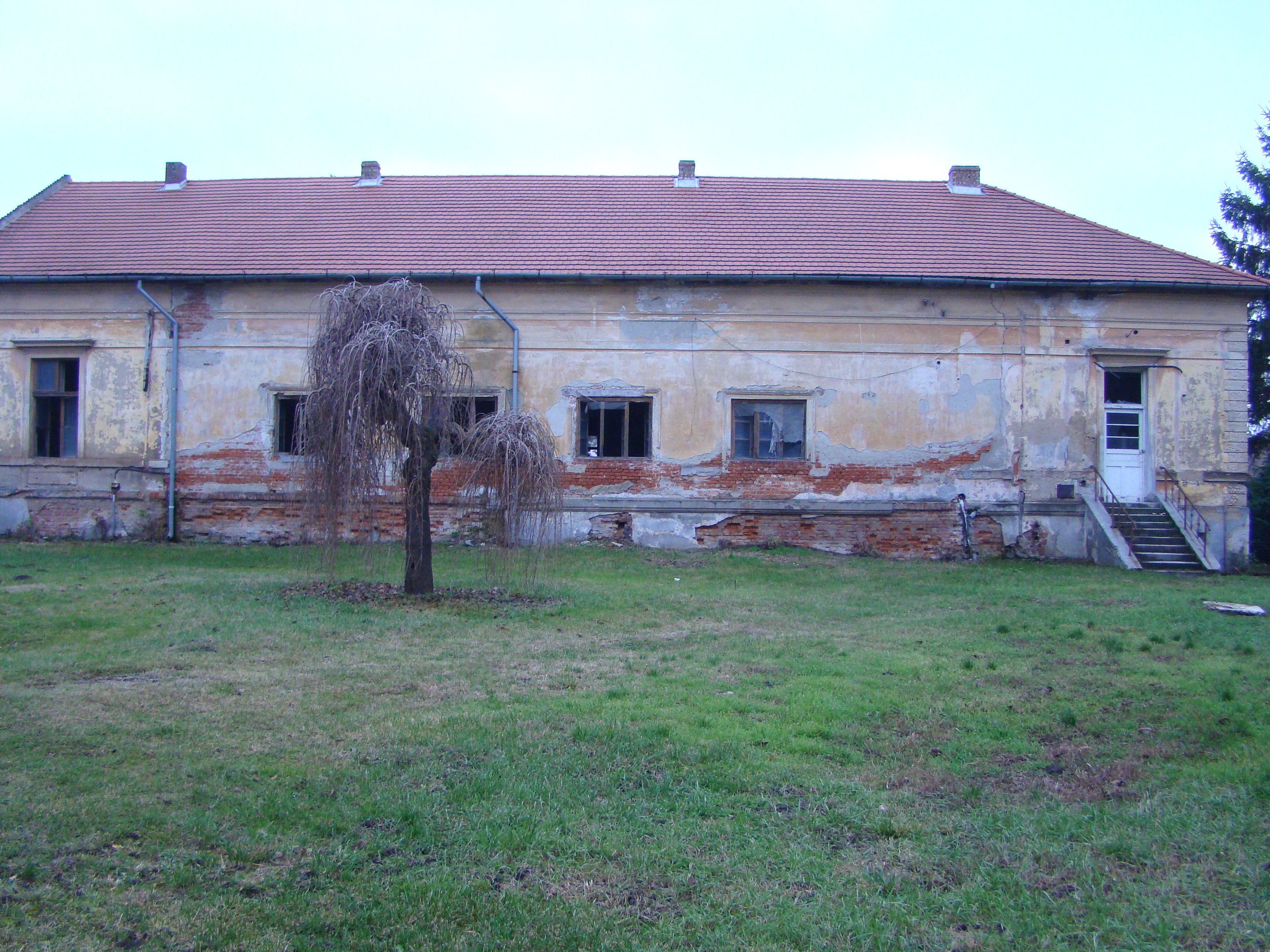
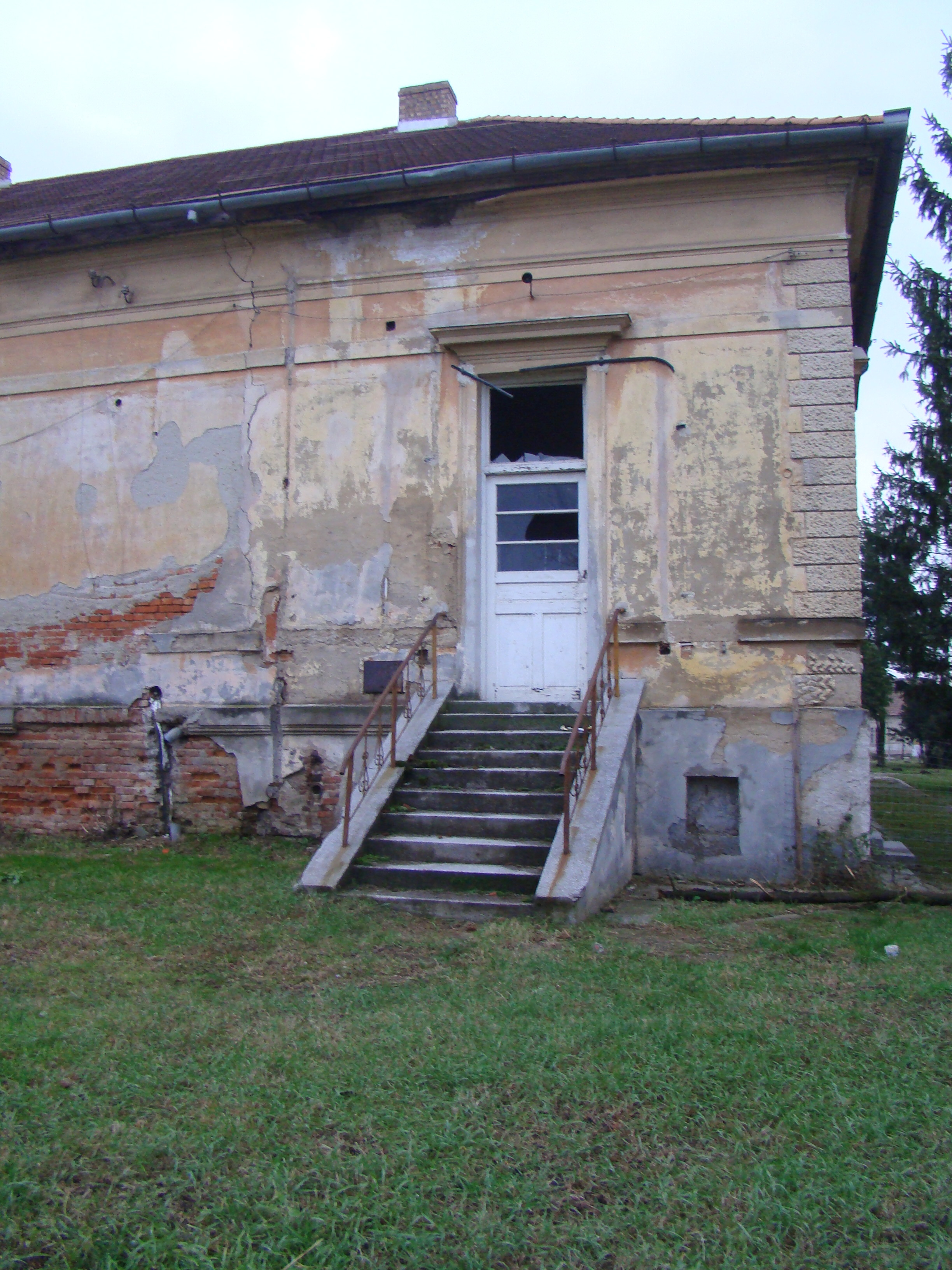
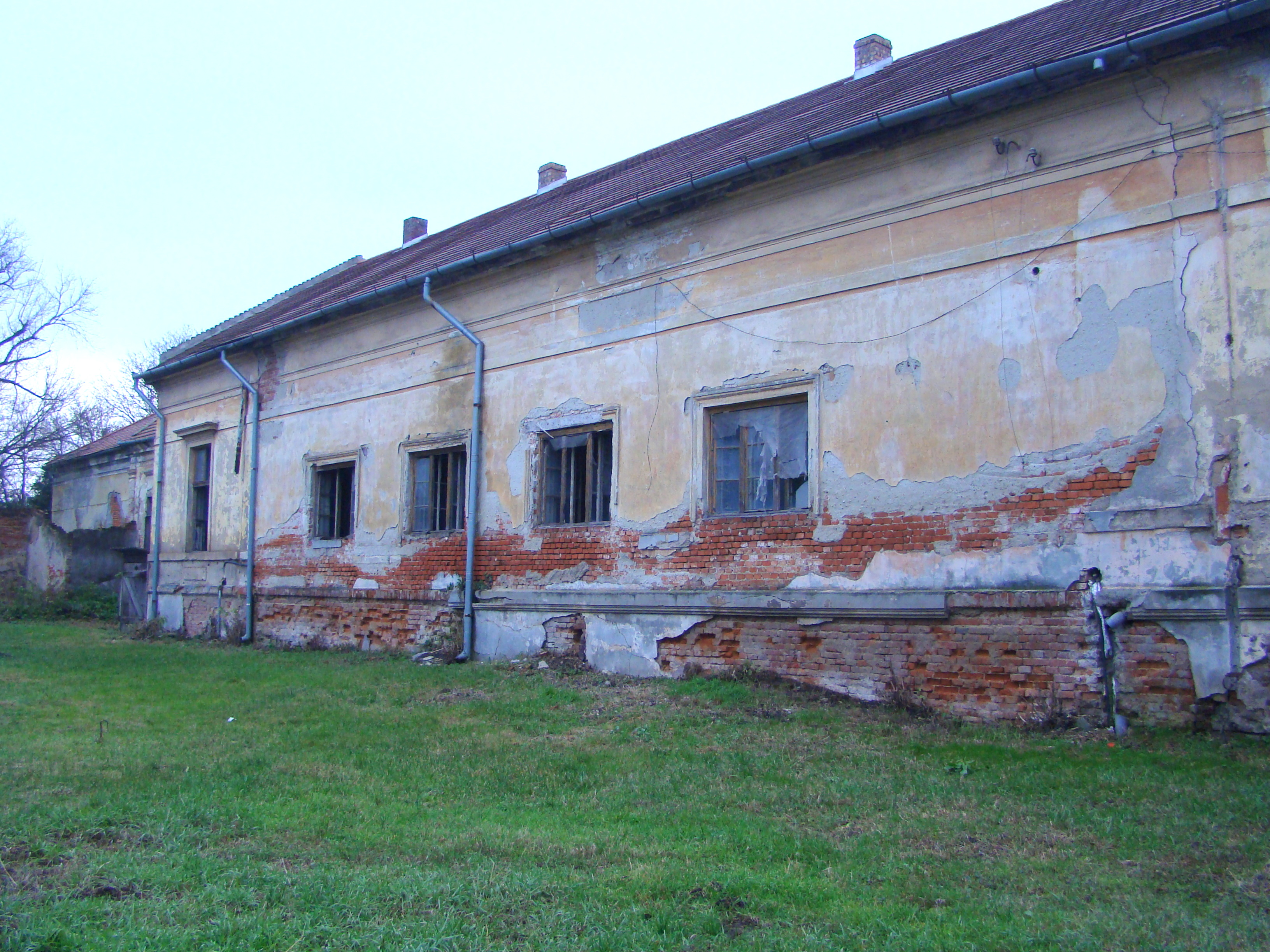
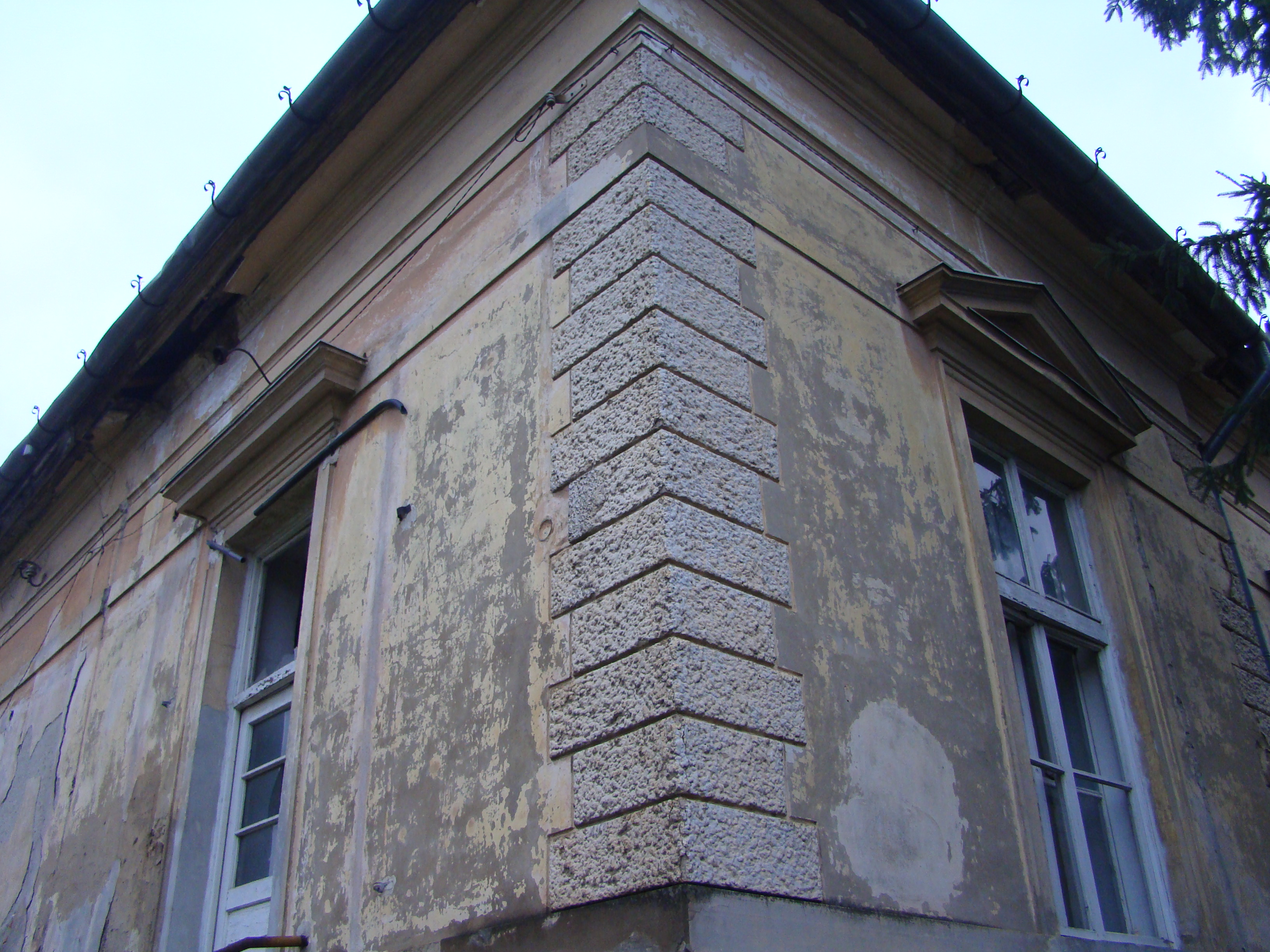
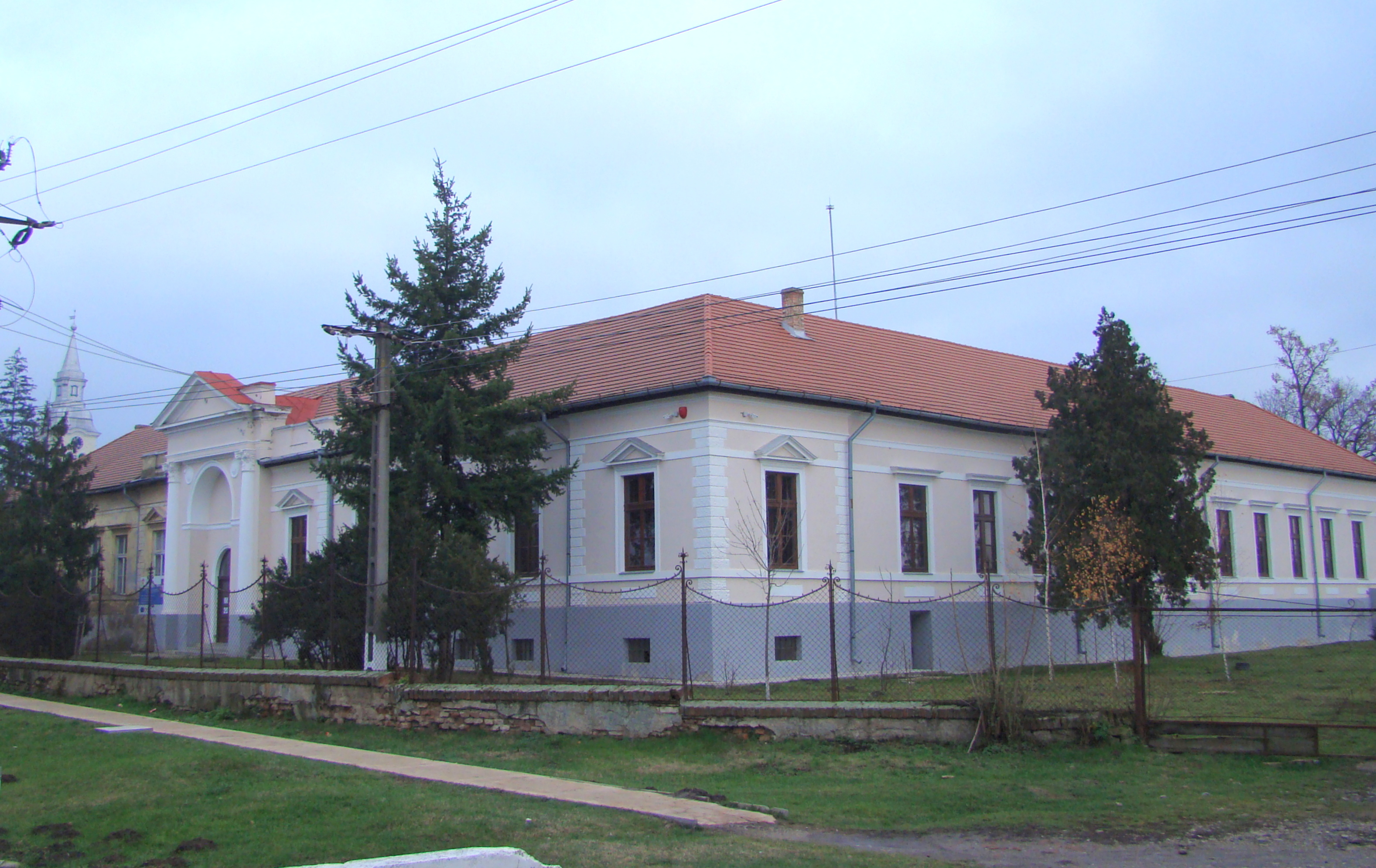
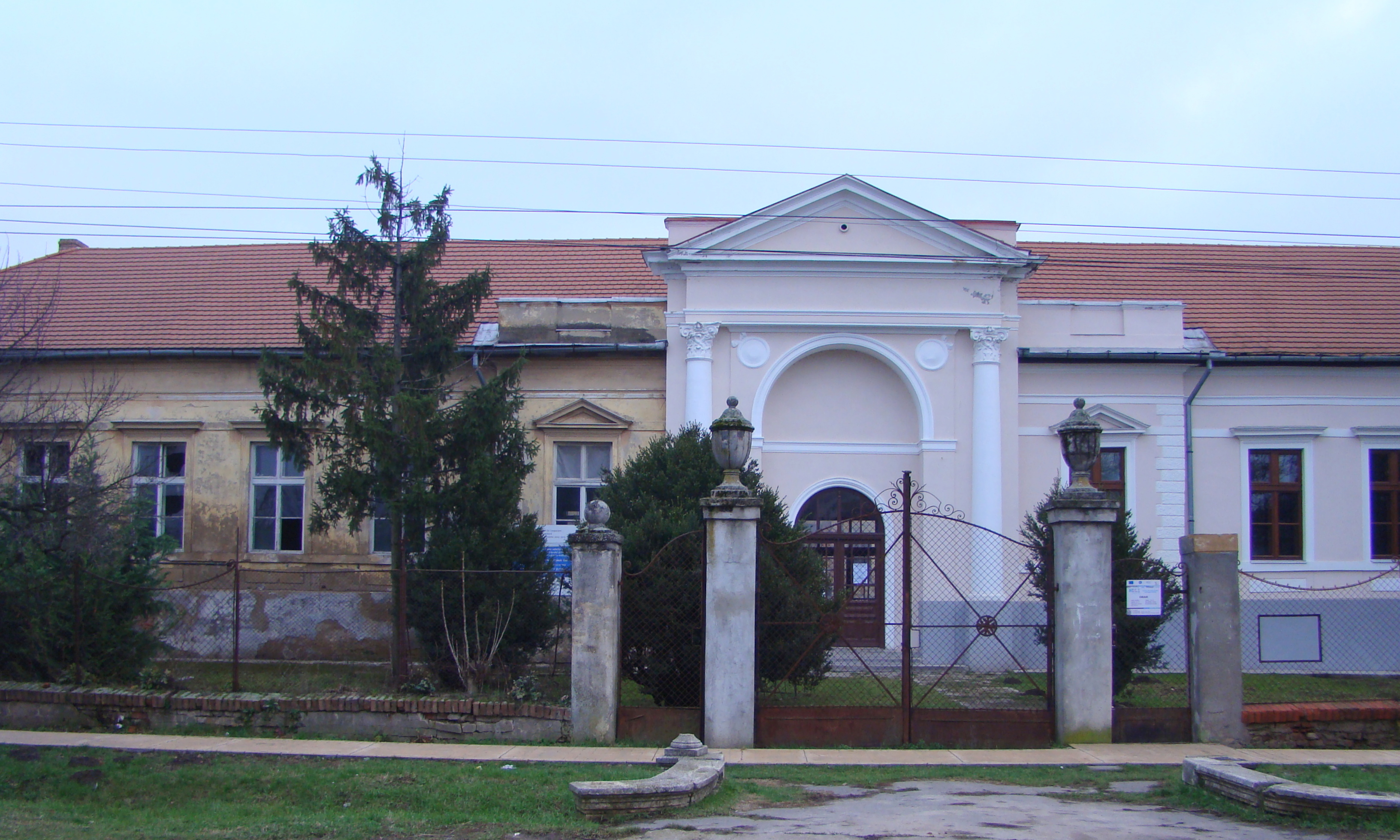
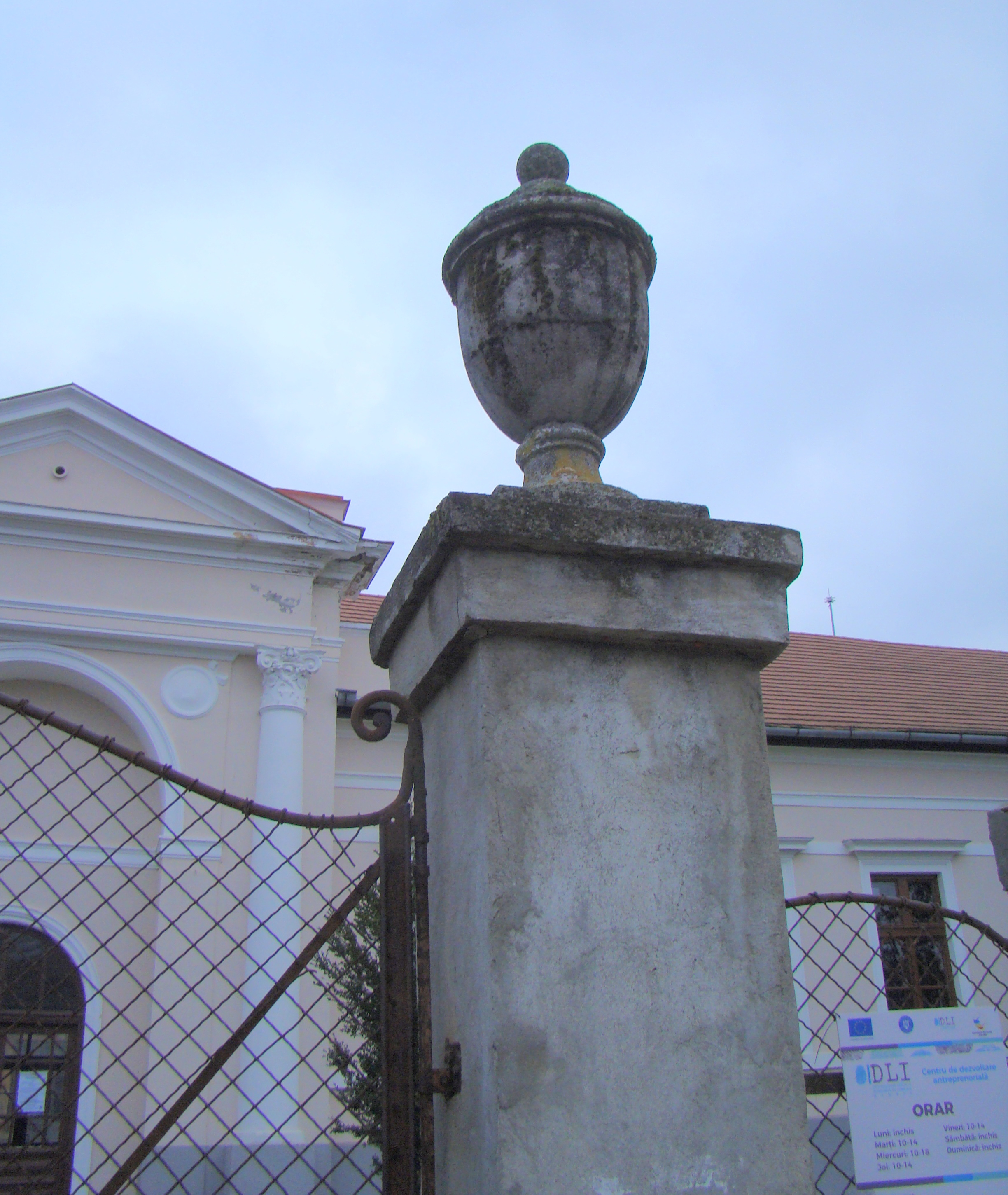
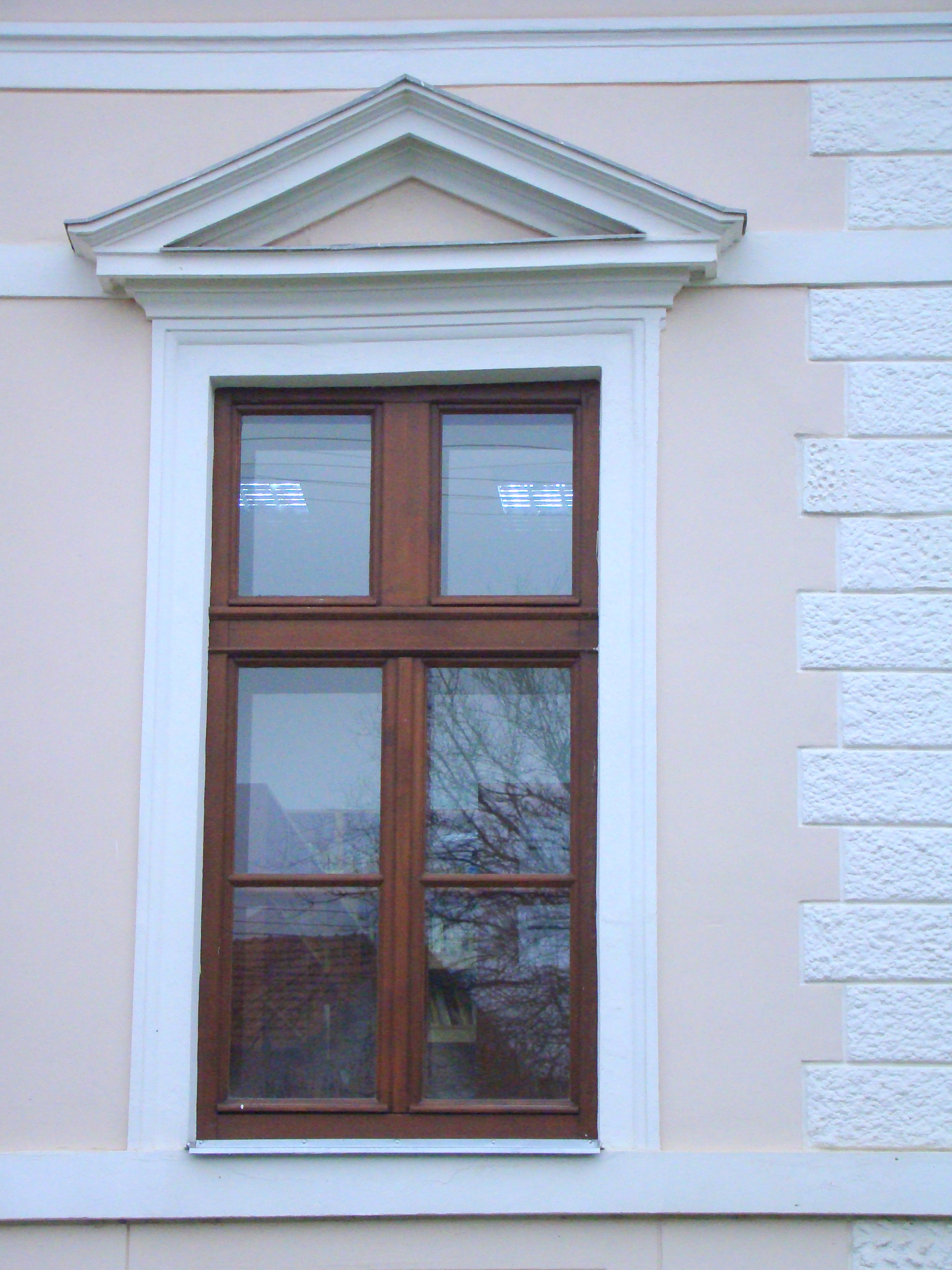
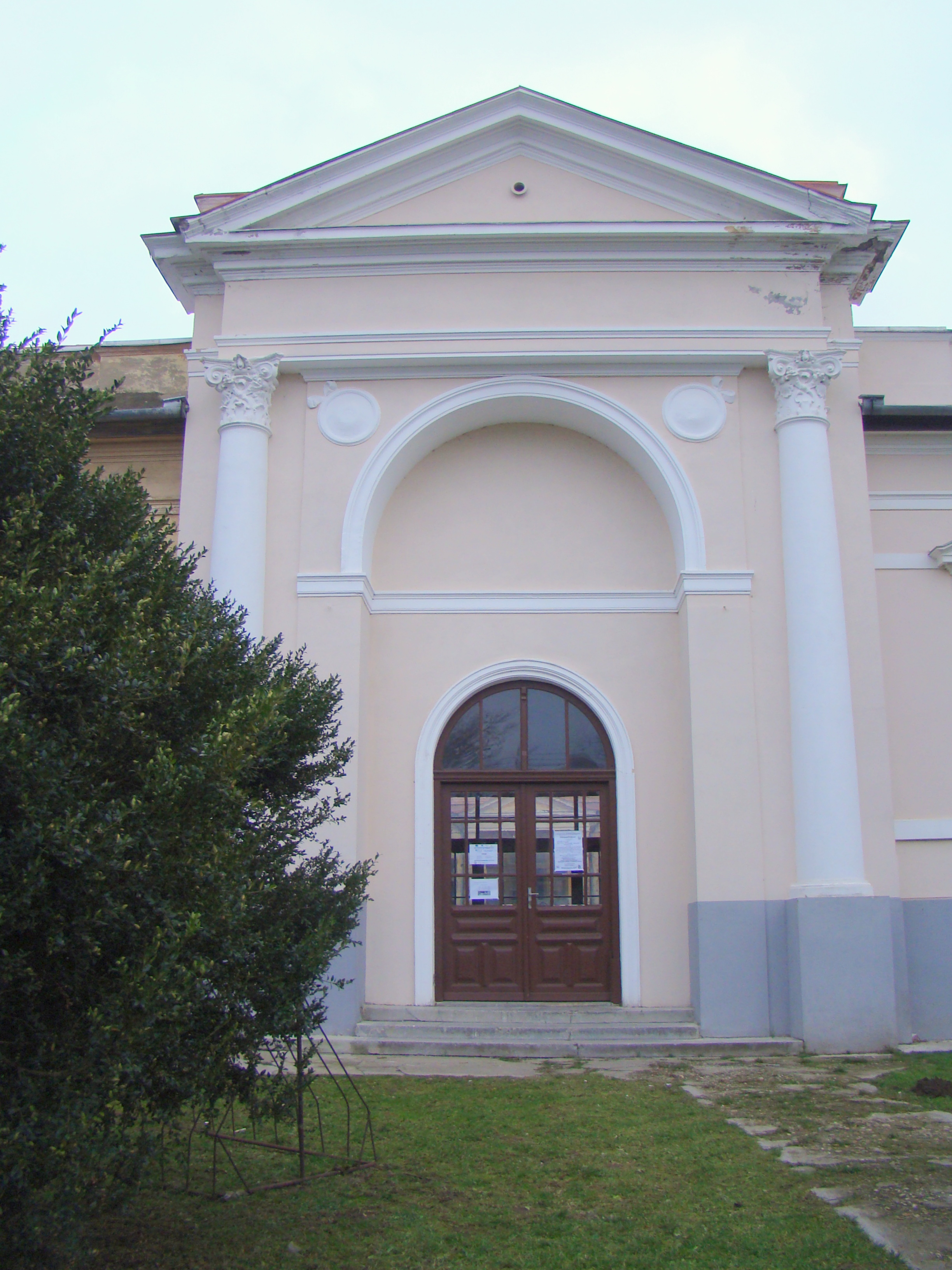
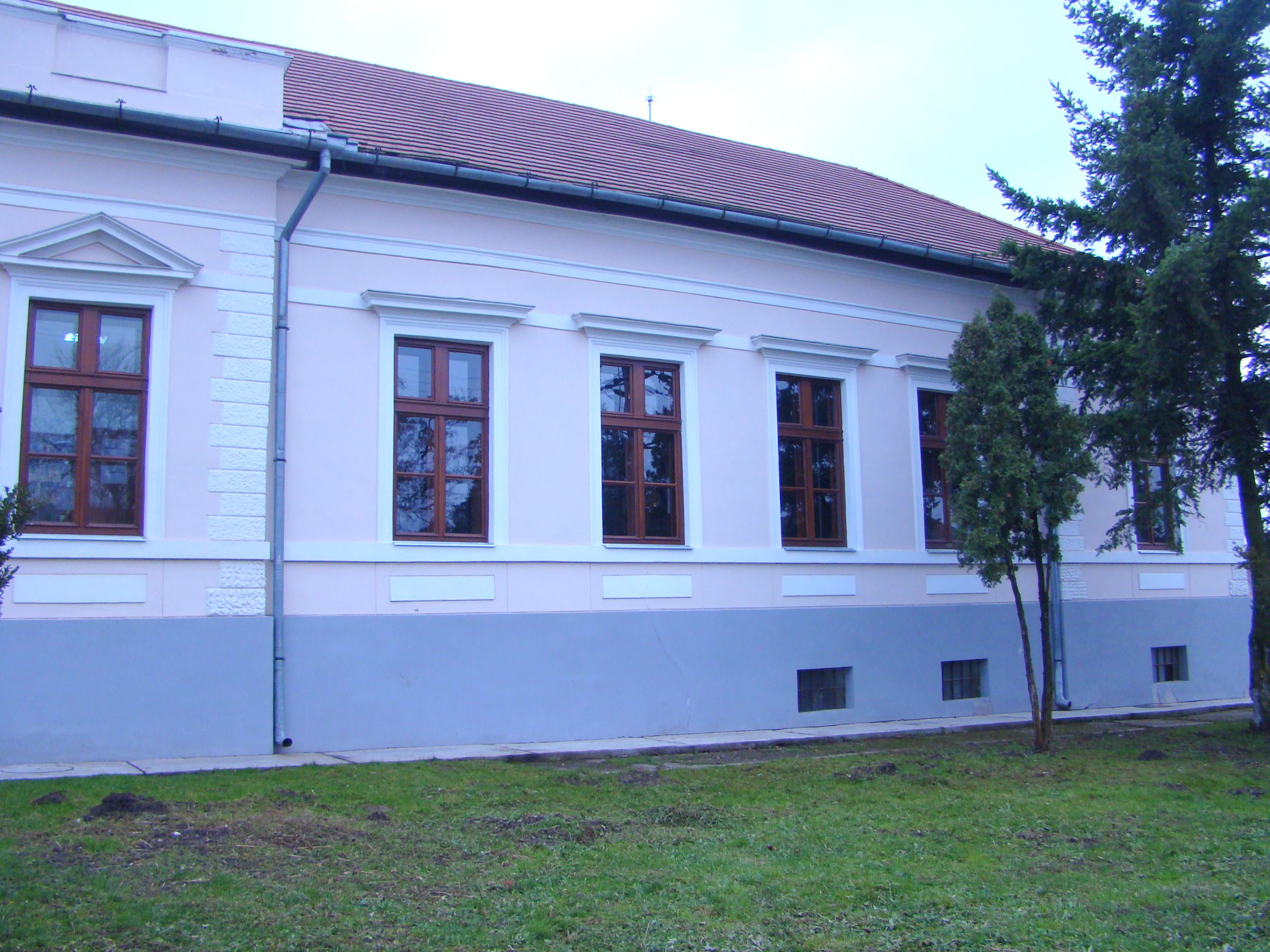
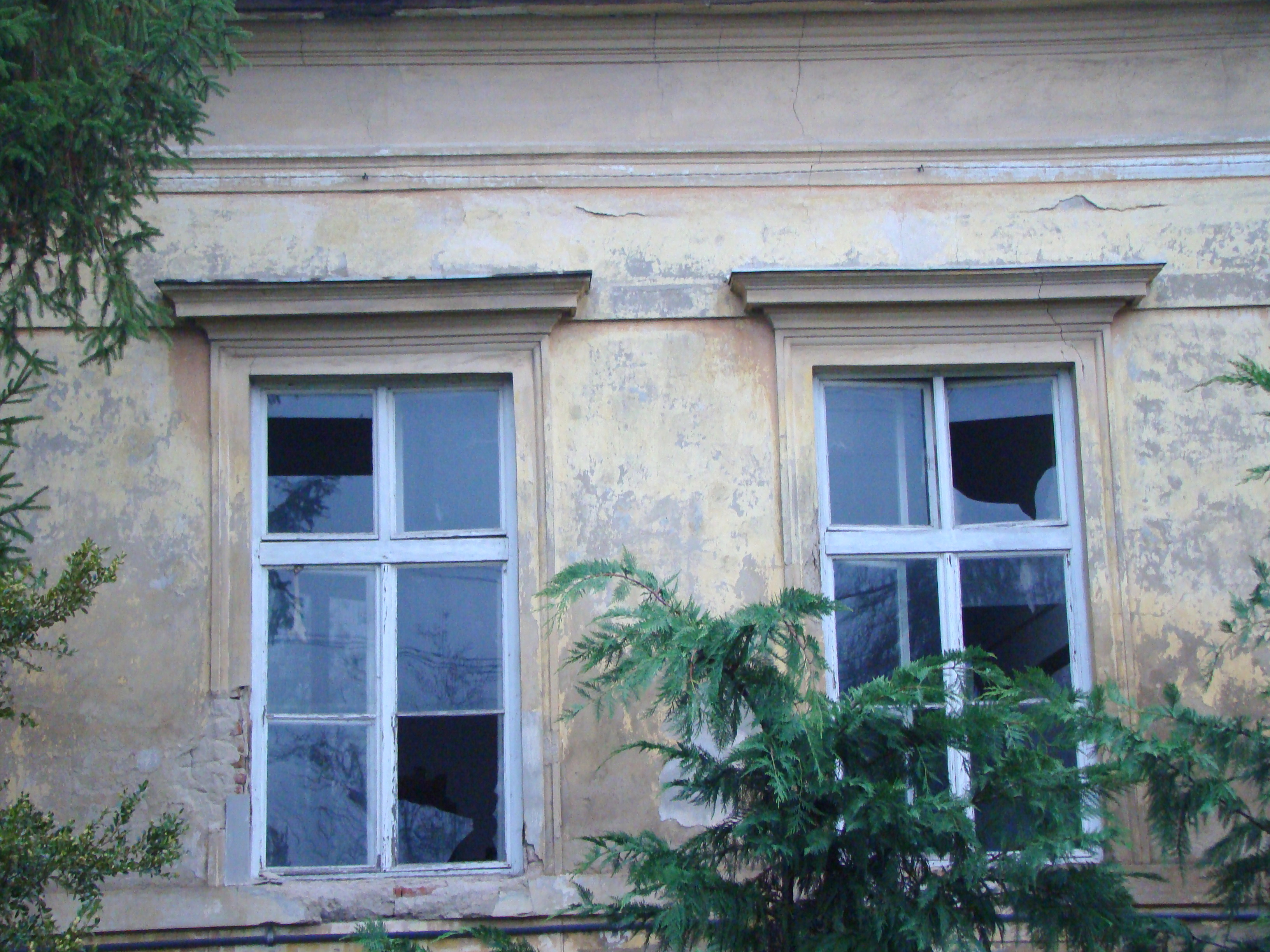

## Vezi și
- Diosig, Bihor